# VSX2
VSX2 (англ. Visual system homeobox 2) – білок, який кодується однойменним геном, розташованим у людей на короткому плечі 14-ї хромосоми. Довжина поліпептидного ланцюга білка становить 361 амінокислот, а молекулярна маса — 39 411.
| 10         |  | 20         |  | 30         |  | 40         |  | 50         |
| ---------- |  | ---------- |  | ---------- |  | ---------- |  | ---------- |
| MTGKAGEALS |  | KPKSETVAKS |  | TSGGAPARCT |  | GFGIQEILGL |  | NKEPPSSHPR |
| AALDGLAPGH |  | LLAARSVLSP |  | AGVGGMGLLG |  | PGGLPGFYTQ |  | PTFLEVLSDP |
| QSVHLQPLGR |  | ASGPLDTSQT |  | ASSDSEDVSS |  | SDRKMSKSAL |  | NQTKKRKKRR |
| HRTIFTSYQL |  | EELEKAFNEA |  | HYPDVYAREM |  | LAMKTELPED |  | RIQVWFQNRR |
| AKWRKREKCW |  | GRSSVMAEYG |  | LYGAMVRHSI |  | PLPESILKSA |  | KDGIMDSCAP |
| WLLGMHKKSL |  | EAAAESGRKP |  | EGERQALPKL |  | DKMEQDERGP |  | DAQAAISQEE |
| LRENSIAVLR |  | AKAQEHSTKV |  | LGTVSGPDSL |  | ARSTEKPEEE |  | EAMDEDRPAE |
| RLSPPQLEDM |  | A          |  |            |  |            |  |            |

A: Аланін

C: Цистеїн

D: Аспарагінова кислота

E: Глутамінова кислота

F: Фенілаланін

G: Гліцин

H: Гістидин

I: Ізолейцин

K: Лізин

L: Лейцин

M: Метіонін

N: Аспарагін

P: Пролін

Q: Глутамін

R: Аргінін

S: Серин

T: Треонін

V: Валін

W: Триптофан

Кодований геном білок за функцією належить до білків розвитку. 
Задіяний у таких біологічних процесах, як транскрипція, регуляція транскрипції. 
Білок має сайт для зв'язування з ДНК. 
Локалізований у ядрі.